# Goulds zebraduif
De Goulds zebraduif (Geopelia placida) is een vogel uit de familie der Columbidae (Duiven en tortels). De Nederlandse naam is genoemd naar de Britse ornitholoog John Gould die deze vogel in 1844 heeft beschreven.

## Verspreiding en leefgebied
Deze soort komt voor in Australië en Nieuw-Guinea en telt twee ondersoorten:
- G. p. placida: van zuidoostelijk Nieuw-Guinea tot oostelijk Australië.
- G. p. clelandi: noordwestelijk Australië.